# انتخابات سراسری اردن (۲۰۲۰)
انتخابات سراسری اردن (انگلیسی: 2020 Jordanian general election) در ۱۰ نوامبر ۲۰۲۰ برگزار می‌شود.

## نظام انتخاباتی
۱۱۵کرسی از ۱۲۰ کرسی اعضای مجلس نمایندگان پارلمان اردن براساس نظام نمایندگی تناسبی با لیست آزاد و از طریق ۲۳حوزه انتخابیه انتخاب می‌شوند. سهمیه هر حوزه بین سه تا نه کرسی است که ۱۵ کرسی انتخاباتی به زنان اختصاص یافته است. در مجموع نه کرسی از ۱۱۵ کرسی نمایندگی تناسبی به اقلیت مسیحی اختصاص دارد و سه کرسی دیگر نیز متعلق به اقلیت‌های چچن و چرکس است.
۱۵کرسی مربوط به منتخبان زن، به زنانی اختصاص دارد که بیشترین رای را در همه دوازده (استان اردن) و سه منطقه بادیه کسب کرده باشند (اما در لیست احزاب قید نشده باشند).

## احزاب رقابت کننده
تعداد نامزدهایی که در انتخابات شرکت می‌کنند، از جمله سیاستمداران مستقل و بسیاری از تجار ثروتمند. جبهه اقدام اسلامی، یکی از شاخه‌های اخوان‌المسلمین است که نیروی اصلی است و به عنوان بزرگترین حزب مخالف فعالیت می‌کند.
- جبهه اقدام اسلامی
- لیست پیشرو (القائمة التقدمیّة): ائتلافی از احزاب سوسیالیست و ناسیونالیست. از جمله حزب پیشرو بعث عربی، حزب بعث سوسیالیست عربی اردن، حزب کمونیست اردن، حزب دموکراتیک خلق اردن و حزب وحدت مردمی دموکراتیک اردن.